# François Piétri
François Piétri, född 8 augusti 1882, död 17 augusti 1966, var en fransk politiker.
Piétri innehade tidigt ledande poster inom finansministeriet, var deputerad för Korsika som vänsterrepublikan från 1924 och var en av ledarna för centern inom deputeradekammaren. Han var kolonialminister i André Tardieus regering 1929-1930, budgetminister i Pierre Lavals regering 1931-1932, var minister för nationella försvaret i André Tardieus regering februari-maj 1932, kolonialminister i Albert Sarrauts regering oktober-november 1933, finansminister i Édouard Daladiers regering januari-februari 1934 och marinminister i Gaston Doumergues natinella samlingsregering från februari 1934.